# Selección de fútbol sala de Ucrania
La selección de fútbol sala de Ucrania es el equipo que representa a dicho país en las competiciones oficiales de ese deporte organizadas por la UEFA y la FIFA.
Ha sido subcampeona en 2 ocasiones de la Eurocopa de Fútbol Sala y ganó un Tercer Lugar en la Copa Mundial de Futsal de la FIFA. 

## Estadísticas

### Copa Mundial de Futsal FIFA
| Copa Mundial de fútbol sala de la FIFA | Copa Mundial de fútbol sala de la FIFA | Copa Mundial de fútbol sala de la FIFA | Copa Mundial de fútbol sala de la FIFA | Copa Mundial de fútbol sala de la FIFA | Copa Mundial de fútbol sala de la FIFA | Copa Mundial de fútbol sala de la FIFA | Copa Mundial de fútbol sala de la FIFA |
| Año                                    | Ronda                                  | J                                      | G                                      | E                                      | P                                      | GF                                     | GC                                     |
| -------------------------------------- | -------------------------------------- | -------------------------------------- | -------------------------------------- | -------------------------------------- | -------------------------------------- | -------------------------------------- | -------------------------------------- |
| 1996                                   | Cuarto lugar                           | 8                                      | 3                                      | 2                                      | 3                                      | 36                                     | 25                                     |
| 2000                                   | No clasificó                           | No clasificó                           | No clasificó                           | No clasificó                           | No clasificó                           | No clasificó                           | No clasificó                           |
| 2004                                   | Segunda ronda                          | 6                                      | 3                                      | 1                                      | 2                                      | 16                                     | 15                                     |
| 2008                                   | Segunda ronda                          | 7                                      | 3                                      | 1                                      | 3                                      | 24                                     | 21                                     |
| 2012                                   | Cuartos de final                       | 5                                      | 3                                      | 1                                      | 1                                      | 21                                     | 13                                     |
| 2016                                   | Octavos de final                       | 4                                      | 2                                      | 0                                      | 2                                      | 8                                      | 7                                      |
| 2021                                   | No clasificó                           | No clasificó                           | No clasificó                           | No clasificó                           | No clasificó                           | No clasificó                           | No clasificó                           |
| 2024                                   | Tercer lugar                           | 7                                      | 5                                      | 0                                      | 2                                      | 33                                     | 19                                     |
| Total                                  | 6/10                                   | 37                                     | 19                                     | 5                                      | 13                                     | 138                                    | 100                                    |

### Eurocopa de Fútbol Sala
| Eurocopa de Fútbol Sala | Eurocopa de Fútbol Sala | Eurocopa de Fútbol Sala | Eurocopa de Fútbol Sala | Eurocopa de Fútbol Sala | Eurocopa de Fútbol Sala | Eurocopa de Fútbol Sala | Eurocopa de Fútbol Sala |
| Año                     | Ronda                   | J                       | G                       | E                       | P                       | GF                      | GC                      |
| ----------------------- | ----------------------- | ----------------------- | ----------------------- | ----------------------- | ----------------------- | ----------------------- | ----------------------- |
| 1996                    | Quinto lugar            | 3                       | 0                       | 1                       | 2                       | 9                       | 12                      |
| 1999                    | No clasificó            | No clasificó            | No clasificó            | No clasificó            | No clasificó            | No clasificó            | No clasificó            |
| 2001                    | Subcampeón              | 5                       | 2                       | 2                       | 1                       | 18                      | 12                      |
| 2003                    | Subcampeón              | 5                       | 3                       | 0                       | 2                       | 19                      | 11                      |
| 2005                    | Cuarto lugar            | 5                       | 2                       | 0                       | 3                       | 8                       | 12                      |
| 2007                    | Fase de grupos          | 3                       | 0                       | 0                       | 3                       | 5                       | 13                      |
| 2010                    | Cuartos de final        | 3                       | 1                       | 1                       | 1                       | 9                       | 9                       |
| 2012                    | Cuartos de final        | 3                       | 1                       | 1                       | 1                       | 8                       | 8                       |
| 2014                    | Cuartos de final        | 3                       | 1                       | 1                       | 1                       | 2                       | 2                       |
| 2016                    | Cuartos de final        | 3                       | 1                       | 0                       | 2                       | 8                       | 9                       |
| 2018                    | Cuartos de final        | 3                       | 1                       | 0                       | 2                       | 6                       | 8                       |
| 2022                    | Cuarto lugar            | 6                       | 2                       | 0                       | 4                       | 19                      | 13                      |
| Total                   | 11/12                   | 39                      | 13                      | 6                       | 20                      | 105                     | 101                     |